# Disco de oro de las Voyager

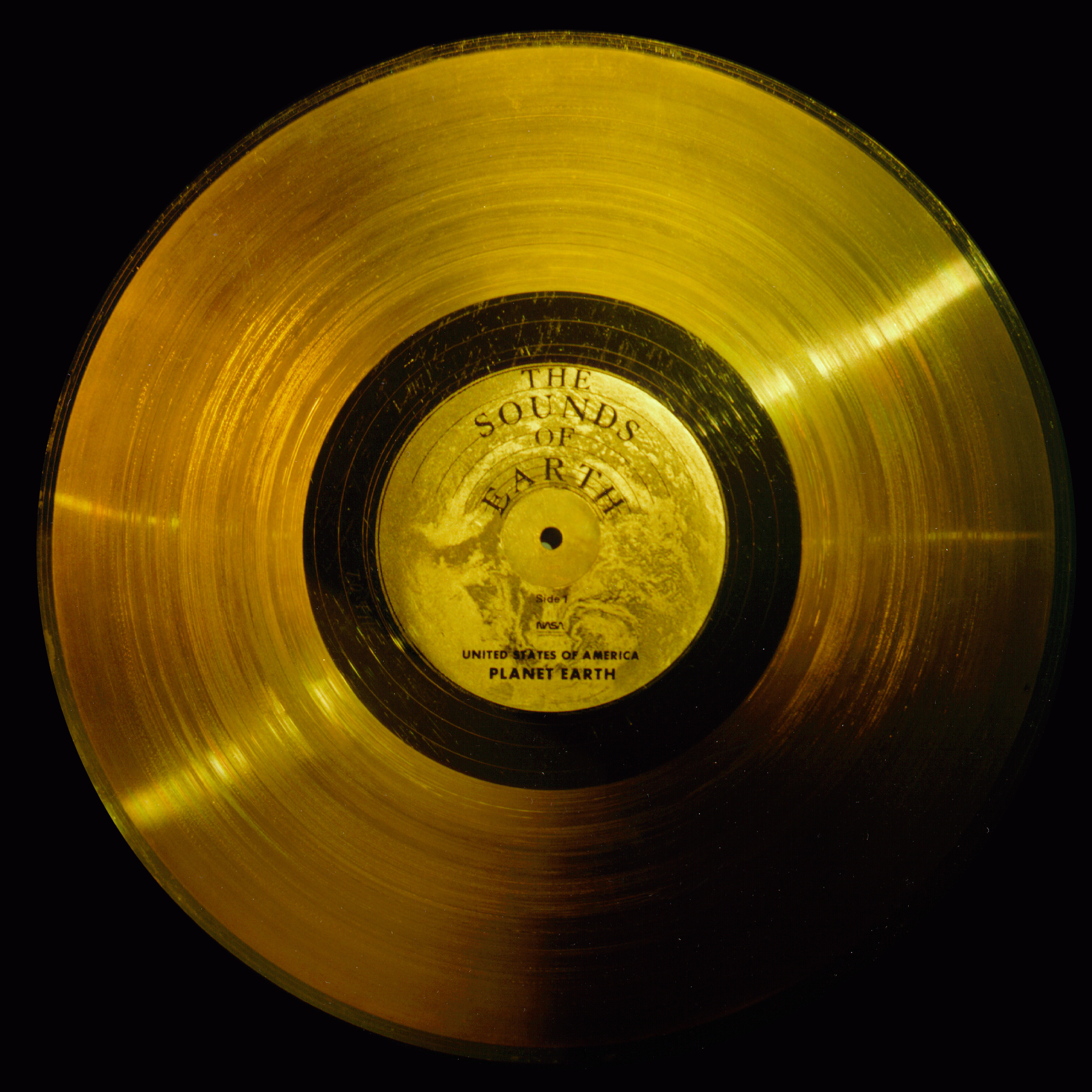
Sonidos de la Tierra.

El disco de oro de las Voyager (titulado en inglés como "The Sounds of Earth", en español como Sonidos de la Tierra) son dos discos fonográficos de cobre bañado en oro y de 30 cm de diámetro que acompañan a las sondas espaciales Voyager, lanzadas en 1977 y que tardarán 40 000 años en alcanzar las proximidades de la estrella más cercana a nuestro sistema solar. 
Como las sondas son muy pequeñas comparadas con la inmensidad del espacio interestelar, la probabilidad de que una civilización que viaja por el espacio se encontrase con ellas es muy pequeña, sobre todo porque las sondas con el tiempo dejarán de emitir cualquier tipo de radiación electromagnética. Si alguna vez se encontrase con una especie extraterrestre, lo más probable es que sea en el momento en que pase por la estrella más cercana en la trayectoria de la Voyager 1, que alcanzará dentro de 40 000 años.
Carl Sagan dijo que "la nave espacial, y la grabación, solo serán encontradas si existen otras civilizaciones capaces de viajar en el espacio interestelar. Pero el lanzamiento de esta botella dentro del océano cósmico dice algo muy esperanzador sobre la vida en este planeta". Así, los discos pueden, con más probabilidad, considerarse como una cápsula del tiempo o como algo simbólico en lugar de un serio intento por comunicarse con la vida extraterrestre.

## Contenido
Los discos contienen sonidos e imágenes que retratan la diversidad de la vida y la cultura en la Tierra. Se diseñaron con el objetivo de dar a conocer la existencia de vida en la Tierra a alguna posible forma de vida extraterrestre inteligente que los encontrase, y que además tenga la capacidad de leer, entender y descifrarlos. El contenido de la grabación fue seleccionado por la NASA y por un comité presidido por Carl Sagan de la Universidad Cornell.

## Saludos
La primera sección de audio contiene un saludo en inglés de la Secretaría General de la ONU. La segunda sección de audio ("Saludos en 56 idiomas") contiene saludos en los siguientes 55 idiomas, incluyendo dialectos chinos, idiomas del sur de Asia y lenguas antiguas, que figuran en esta tabla por orden alfabético:
| Saludos en 56 idiomas                                                      | Saludos en 56 idiomas                                                      | Saludos en 56 idiomas                                                      | Saludos en 56 idiomas                                                      | Saludos en 56 idiomas                                                      | Saludos en 56 idiomas                                                      |
| Lenguas europeas Dialectos chinos Lenguas del Sur de Asia Lenguas antiguas | Lenguas europeas Dialectos chinos Lenguas del Sur de Asia Lenguas antiguas | Lenguas europeas Dialectos chinos Lenguas del Sur de Asia Lenguas antiguas | Lenguas europeas Dialectos chinos Lenguas del Sur de Asia Lenguas antiguas | Lenguas europeas Dialectos chinos Lenguas del Sur de Asia Lenguas antiguas | Lenguas europeas Dialectos chinos Lenguas del Sur de Asia Lenguas antiguas |
| -------------------------------------------------------------------------- | -------------------------------------------------------------------------- | -------------------------------------------------------------------------- | -------------------------------------------------------------------------- | -------------------------------------------------------------------------- | -------------------------------------------------------------------------- |
| Acadio                                                                     | Chichewa                                                                   | Henge                                                                      | Mandarín                                                                   | Panyabí                                                                    | Tailandés                                                                  |
| Alemán                                                                     | Cingalés                                                                   | Hindi                                                                      | Marathi                                                                    | Quechua                                                                    | Turco                                                                      |
| Árabe                                                                      | Coreano                                                                    | Hitita                                                                     | Min man                                                                    | Rayastani                                                                  | Ucraniano                                                                  |
| Arameo                                                                     | Español                                                                    | Húngaro                                                                    | Neerlandés                                                                 | Rumano                                                                     | Urdu                                                                       |
| Armenio                                                                    | Francés                                                                    | Ila                                                                        | Nepalí                                                                     | Ruso                                                                       | Vietnamita                                                                 |
| Bengalí                                                                    | Galés                                                                      | Indonesio                                                                  | Nguni                                                                      | Serbio                                                                     | Chino wu                                                                   |
| Birmano                                                                    | Ganda                                                                      | Inglés                                                                     | Oriya                                                                      | Sotho                                                                      |                                                                            |
| Canarés                                                                    | Gujarati                                                                   | Italiano                                                                   | Persa                                                                      | Sumerio                                                                    |                                                                            |
| Cantonés                                                                   | Griego antiguo                                                             | Japonés                                                                    | Polaco                                                                     | Sueco                                                                      |                                                                            |
| Checo                                                                      | Hebreo                                                                     | Latín                                                                      | Portugués                                                                  | Télugu                                                                     |                                                                            |

La tercera sección de audio ("Saludos de la ONU / Saludos de las ballenas") contiene saludos hablados en varios idiomas, incluyendo cuatro idiomas adicionales que no se encuentran en la segunda pista de audio, que se enumeran en orden alfabético:
- Esperanto

Esta es una lista de los saludos grabados como aparecen en las pistas
| Pista | Minuto  | Idioma         | Original | Traducción al castellano                                                                                      |
| ----- | ------- | -------------- | --- | --- |
| 2     | 0:00:00 | sumerio        | | Que todos puedan estar bien                                                                                   |
| 2     | 0:00:04 | griego antiguo | | Saludos a ti, quienquiera que seas. Bienvenido en la amistad a los que son amigos                             |
| 2     | 0:00:11 | portugués      | Paz e felicidade a todos                                                                                           | Paz y felicidad a todos                                                                                       |
| 2     | 0:00:14 | cantonés       | 各位好嗎？祝各位平安健康快樂。                                                                                     | ¿Cómo están todos? Les deseamos la paz, la salud y la felicidad                                               |
| 2     | 0:00:19 | acadio         | | Que todos puedan estar muy bien                                                                               |
| 2     | 0:00:22 | ruso           | Здравствуйте! Приветствую Вас!                                                                                     | ¡Saludos, te doy la bienvenida!                                                                               |
| 2     | 0:00:25 | tailandés      | สวัสดีค่ะ สหายในธรณีโพ้น พวกเราในธรณีนี้ขอส่งมิตรจิตมาถึงท่านทุกคน                                                               | Hola, amigos de tierras lejanas. Nosotros, en esta tierra, hemos enviado cálidos saludos a todos              |
| 2     | 0:00:32 | árabe          | .تحياتنا للأصدقاء في النجوم. يا ليت يجمعنا الزمان Taḥiyyātunā lil-'aṣdiqā' fil-nujūm. Yā laytā yajma`unā al-zamān. | Saludos a nuestros amigos en las estrellas. Que el tiempo nos una                                             |
| 2     | 0:00:38 | rumano         | Salutări la toată lumea                                                                                            | Saludos a todos                                                                                               |
| 2     | 0:00:42 | francés        | Bonjour tout le monde                                                                                              | Hola a todo el mundo                                                                                          |
| 2     | 0:00:45 | birmano        | | ¿Está bien?                                                                                                   |
| 2     | 0:00:48 | hebreo         | שלום Shalom | Hola [literalmente paz]                                                                                       |
| 2     | 0:00:50 | español        | Hola y saludos a todos                                                                                             | Hola y saludos a todos                                                                                        |
| 2     | 0:00:54 | indonesio      | Selamat malam hadirin sekalian, selamat berpisah dan sampai bertemu lagi dilain waktu                              | Buenas tardes, señoras y señores. Adiós y los veo la próxima vez                                              |
| 2     | 0:00:59 | quechua        | Kay pachamanta niytapas maytapas rimapallasta runa simipi.                                                         | Hola a todos desde la Tierra, en idioma quechua                                                               |
| 2     | 0:01:04 | panyabí        | | Bienvenido a casa. Es un placer recibirlos                                                                    |
| 2     | 0:01:07 | hitita         | | ¡Salve! |
| 2     | 0:01:08 | bengalí        | | ¡Hola! Que haya paz en todas partes                                                                           |
| 2     | 0:01:11 | latín          | Salvete quicumque estis; bonam ergo vos voluntatem habemus, et pacem per astra ferimus                             | Saludos, quienesquiera que sean, tenemos buena voluntad para con ustedes, y llevamos paz a través del espacio |
| 2     | 0:01:19 | arameo         | שלם o Šəlām | Hola (literalmente paz).                                                                                      |
| 2     | 0:01:22 | neerlandés     | Hartelijke groeten aan iedereen                                                                                    | Saludos cordiales a todos                                                                                     |
| 2     | 0:01:24 | alemán         | Herzliche Grüße an alle                                                                                            | Saludos cordiales a todos                                                                                     |
| 2     | 0:01:27 | urdu           | | La paz en ti. Nosotros, los habitantes de esta tierra, enviamos nuestro saludo a usted                        |
| 2     | 0:01:37 | vietnamita     | Chân thành gửi tới các bạn lời chào thân thương                                                                    | Mis sinceros saludos a usted                                                                                  |
| 2     | 0:01:40 | turco          | Sayın Türkçe bilen arkadaşlarımız, sabah şerifleriniz hayrolsun                                                    | Queridos amigos de lengua turca, tal vez los honores de la mañana, estén sobre su cabeza                      |
| 2     | 0:01:45 | japonés        | こんにちは。お元気ですか？ Konnichiwa. O genki desu ka?                                                            | Hola, ¿como estás?                                                                                            |
| 2     | 0:01:48 | hindi          | | Saludos de los habitantes de este mundo                                                                       |
| 2     | 0:01:51 | galés          | Iechyd da i chwi yn awr, ac i'r oesoedd                                                                            | Buena salud a ustedes ahora y siempre                                                                         |
| 2     | 0:01:54 | italiano       | Tanti auguri e saluti                                                                                              | Muchos saludos y deseos                                                                                       |
| 2     | 0:01:57 | cingalés       | | [Que tengas] Larga vida                                                                                       |
| 2     | 0:02:00 | nguni          | | Te saludamos, grandes. Le deseamos longevidad                                                                 |
| 2     | 0:02:05 | sotho          | | Te saludamos, oh grande                                                                                       |
| 2     | 0:02:08 | wu             | 祝㑚大家好。 | Mis mejores deseos para todos ustedes                                                                         |
| 2     | 0:02:12 | armenio        | Բոլոր անոնց, որ կգտնվին տիեզերգի միգամածությունեն անդին ողջույններ                                                 | A todos los que existen en el universo, saludos                                                               |
| 2     | 0:02:19 | coreano        | 안녕하세요 Annyeonghaseyo                                                                                          | Hola (modo formal)                                                                                            |
| 2     | 0:02:22 | polaco         | Witajcie, istoty z zaświatów.                                                                                      | Bienvenidos, seres de más allá del mundo                                                                      |
| 2     | 0:02:25 | nepalí         | प्रिथ्वी वासीहरु बाट शान्ति मय भविष्य को शुभकामना                                                                                   | Le deseamos un futuro de paz de los terrícolas                                                                |
| 2     | 0:02:29 | mandarín       | 各位都好吧？我们都很想念你们，有空请到这来玩。                                                                     | ¿Cómo están todos? Deseamos mucho conocerles, si tienen tiempo vengan a visitarnos por favor.                 |
| 2     | 0:02:35 | ila            | | Les deseamos a todos ustedes bien                                                                             |
| 2     | 0:02:38 | sueco          | Hälsningar från en dataprogrammerare i den lilla universitetsstaden Ithaka på planeten Jorden                      | Saludos de un programador de computadoras en la pequeña ciudad universitaria de Ithaca, en el planeta Tierra  |
| 2     | 0:02:45 | chichewa       | | ¿Cómo está la gente de otros planetas?                                                                        |
| 2     | 0:02:48 | gujarati       | | Saludos de un ser humano de la Tierra. Por favor, contacten                                                   |
| 2     | 0:03:03 | ucraniano      | Пересилаємо привіт із нашого світу, бажаємо щастя, здоров'я і многая літа                                          | Estamos enviando saludos de nuestro mundo, deseándoles felicidad, la bondad, la buena salud y muchos años     |
| 2     | 0:03:09 | persa          | درود بر ساکنین ماورای آسمانها                                                                                      | Hola a los residentes de cielos lejanos                                                                       |
| 2     | 0:03:22 | serbio         | Желимо вам све најбоље са наше планете                                                                             | Le deseamos todo lo mejor, de nuestro planeta                                                                 |
| 2     | 0:03:25 | oriya          | | Saludos a los habitantes del universo desde el tercer planeta, la Tierra, de nuestra estrella el Sol          |
| 2     | 0:03:34 | ganda          | | Saludos a todos los pueblos del universo. Dios les dé siempre paz                                             |
| 2     | 0:03:38 | marathi        | नमस्कार. ह्या पृथ्वीतील लोक तुम्हाला त्यांचे शुभविचार पाठवतात आणि त्यांची इच्छा आहे की तुम्ही ह्या जन्मी धन्य व्हा.                                         | Saludos. Los habitantes de la Tierra envían sus mejores deseos                                                |
| 2     | 0:03:47 | amoy           | 太空朋友，恁好 恁食飽未有閒著來阮遮坐喔。                                                                          | Amigos de espacio, ¿cómo están ustedes? ¿Han comido ya? Vengan a visitarnos, si tienen tiempo                 |
| 2     | 0:03:55 | húngaro        | Üdvözletet küldünk magyar nyelven minden békét szerető lénynek a Világegyetemen                                    | Estamos enviando saludos en lengua húngara a todos los seres amantes de la paz en el universo                 |
| 2     | 0:04:01 | télugu         | నమస్కారం. తెలుగు ప్రజల తరపున అభినందనలు.                                                                                       | Saludos. Los mejores deseos de la gente de habla télugu                                                       |
| 2     | 0:04:05 | checo          | Drazí přátelé, přejeme vám to nejlepší                                                                             | Queridos amigos, les deseo lo mejor                                                                           |
| 2     | 0:04:08 | canarés        | | Saludos, en nombre de la gente que habla canarés: buenos deseos                                               |
| 2     | 0:04:12 | rayastani      | | Hola a todos. Estamos felices aquí y tú sé feliz allá                                                         |
| 2     | 0:04:18 | inglés         | Hello from the children of planet Earth                                                                            | Hola de los niños del planeta Tierra                                                                          |
| 3     | 0:02:16 | Esperanto      | Ni strebas vivi en paco kun la popoloj de la tuta mondo, de la tuta kosmo.                                         | Nos esforzamos por vivir en paz con los pueblos de todo el mundo, de todo el cosmos.                          |

## Sonidos
La sección de audio siguiente está dedicado a los "sonidos de la Tierra", que incluyen:
- "Música de las Esferas" - Johannes Kepler ″Harmonices Mundi″ realizado por Laurie Spiegel
- Volcanes, terremotos, rayos
- Pozo de lodo
- Viento, lluvia, mar
- Grillo, rana
- Pájaros, hienas, elefantes
- Chimpancé
- Lobo
- Pisadas, latidos del corazón, risa
- Fuego
- Las primeras herramientas
- Perro manso
- Pastoreo de ovejas, canto de los pájaros, herrero, aserrado
- Remachador
- Código Morse, los buques (precisamente, sirena de un barco).
- Caballo y carro
- Tren
- Tractores, autobuses, auto
- Sobrevuelo de un F-111, despegue del Saturno V
- Beso, la madre y el niño
- Signos vitales, pulsar

Se incluyen dentro de los Sonidos de la Tierra una pista que contiene el mensaje inspiracional en latín per aspera ad astra (a través de las dificultades hacia las estrellas) en código morse.

## Música
A continuación de la sección de sonidos de la Tierra, hay una ecléctica selección de música de muy diferentes culturas, incluyendo clásicos orientales y occidentales. La selección incluye lo siguiente:
| País                             | Sonido                                                                                            | Autor                | Intérpretes                                                                             | Recogido por                         | Tipo de música                           | Dur. |
| -------------------------------- | ------------------------------------------------------------------------------------------------- | -------------------- | --------------------------------------------------------------------------------------- | ------------------------------------ | ---------------------------------------- | ---- |
| Alemania                         | Concierto de Brandenburgo n.º 2 en fa mayor (BWV 1047) I Mov.                                     | Bach                 | Munich Bach Orchestra dirigida por Karl Richter                                         |                                      | Música barroca                           | 4:40 |
| Estados Unidos                   | Johnny B. Goode                                                                                   | Chuck Berry          | Chuck Berry                                                                             |                                      | Rock and roll                            | 2:03 |
| Austria · Alemania               | La flauta mágica, Aria de la reina de la noche Der Hölle Rache kocht in meinem Herzen             | Mozart               | Edda Moser (soprano) y la Ópera del Estado de Baviera, dirigido por Wolfgang Sawallisch |                                      | Ópera                                    | 2:55 |
| Alemania · Inglaterra            | Quinta Sinfonía, I Mov.                                                                           | Beethoven            | Orquesta Philharmonia dirigida por Otto Klemperer                                       |                                      |                                          | 7:20 |
| Estados Unidos                   | "Melancholy Blues"                                                                                |                      | Louis Armstrong                                                                         |                                      | Jazz                                     | 3:05 |
| Perú                             | "Zampoñas y tambor"                                                                               |                      |                                                                                         | José María Arguedas                  | Zampoña y tambor                         | 0:52 |
| Perú                             | Canción de boda                                                                                   |                      |                                                                                         | John Cohen                           |                                          | 0:38 |
| Alemania · Hungría               | Cavatina del Cuarteto de cuerdas n.º 13 en si bemol mayor, Opus 130                               | Beethoven            | Budapest String Quartet                                                                 |                                      | Cavatina                                 | 6:37 |
| México                           | El cascabel                                                                                       | Lorenzo Barcelata    | Antonio Maciel y Las Aguilillas with El Mariachi México de Pepe Villa.                  |                                      | Folklore mexicano Son Jarocho - Mariachi | 3:14 |
| Indonesia                        | Puspawarna ("Tipos de Flores")                                                                    |                      | Court gamelan of Pura Paku Alaman dirigidos por K.R.T. Wasitodipuro                     | Robert E. Brown                      | Gamelan                                  | 4:43 |
| Senegal                          | Percusión senegalesa                                                                              |                      |                                                                                         | Charles Duvelle                      | Percusión                                | 2:08 |
| Zaire                            | Canción de iniciación para las niñas pigmeas                                                      |                      |                                                                                         | Colin Turnbull                       |                                          | 0:56 |
| Australia                        | Estrella de la mañana y Pájaro siniestro                                                          |                      |                                                                                         | Sandra LeBrun Holmes                 | Sonidos Aborígenes                       | 1:26 |
| Papúa Nueva Guinea Indonesia     | Canción de la casa de los hombres                                                                 |                      |                                                                                         | Robert MacLennan                     |                                          | 1:20 |
| Japón                            | "Tsuru No Sugomori" 《鶴の巣籠り》                                                                |                      | Gorō Yamaguchi                                                                          |                                      | Shakuhachi                               | 4:51 |
| Alemania · Bélgica               | "Gavotte en rondeaux", BWV 1006 Partita n.º 3 en mi mayor, de Sonatas y partitas para violín solo | Bach                 | Arthur Grumiaux                                                                         |                                      | Violín                                   | 2:55 |
| Georgia                          | "Tchakrulo"                                                                                       |                      |                                                                                         | Radio Moscú                          | Coral                                    | 2:18 |
| Azerbaiyán                       | Mugam                                                                                             |                      |                                                                                         | Radio Moscú                          | Gaitas                                   | 2:30 |
| Rusia · Estados Unidos · Francia | La consagración de la primavera, Danza del sacrificio                                             | Stravinsky           | Columbia Symphony Orchestra Conducido por Igor Stravinsky                               |                                      |                                          | 4:35 |
| Alemania · Canadá                | El clave bien temperado, Libro 2, BWV 870 Preludio y Fuga No.1 en Do Mayor                        | Bach                 | Glenn Gould                                                                             |                                      | Piano                                    | 4:48 |
| Bulgaria                         | "Излел е Делю хайдутин" ("Izlel je Delyo Hajdutin")                                               | tradicional          | Valya Balkanska                                                                         | Ethel Rain and Martin Koenig         |                                          | 4:59 |
| Estados Unidos                   | Canto nocturno                                                                                    | Indios Navajos       |                                                                                         | Willard Rhodes                       |                                          | 0:57 |
| Reino Unido                      | "The Fairie Round" de pavanas, gallardas, alemandas y otros Aeirs cortos                          | Anthony Holborne     | David Munrow y el Early Music Consort of London                                         |                                      |                                          | 1:17 |
| Islas Salomón                    |                                                                                                   |                      |                                                                                         | Solomon Islands Broadcasting Service | Flautas de pan                           | 1:12 |
| China                            | "Liu Shui" 《流水》 ("Corrientes de agua")                                                        | Bo Ya                | Kuan P'ing-hu                                                                           |                                      | Guqin                                    | 7:37 |
| India                            | "Jaat Kahan Ho"                                                                                   |                      | Surshri Kesar Bai Kerkar                                                                |                                      | Raga Bhairavi                            | 3:30 |
| Estados Unidos                   | "Dark Was the Night, Cold Was the Ground"                                                         | Blind Willie Johnson | Blind Willie Johnson                                                                    |                                      | Blues                                    | 3:15 |

- Johann Sebastian Bach es el artista más representado, que aparece tres veces, y, con la adición de dos piezas de Beethoven, hace de Alemania el país más representado con seis apariciones, seguido por los Estados Unidos.
- Carl Sagan había pedido originalmente el permiso para incluir "Here Comes the Sun" del álbum Abbey Road de los Beatles. Los Beatles estuvieron de acuerdo, pero la discográfica EMI se opuso, por lo que la canción no fue incluida.[4]

## Ondas cerebrales
Los Discos de oro también contienen una grabación de una hora de duración con las ondas cerebrales de Ann Druyan, quién luego sería la esposa de Carl Sagan. En el Epílogo del libro Miles de millones, Druyan describe la experiencia.
Antes, en otra ocasión, había preguntado a Carl si uno de esos supuestos extraterrestres de dentro de 1000 millones de años sería capaz de interpretar las ondas cerebrales del pensamiento de alguien. «¡Quién sabe! Mil millones de años es mucho, muchísimo tiempo. ¿Por qué no intentarlo, suponiendo que será posible?», fue su respuesta.
Dos días después de aquella llamada telefónica que cambió nuestras vidas, fui a un laboratorio del hospital Bellevue, de Nueva York, y me conectaron a un ordenador que convertía en sonidos todos los datos de mi cerebro y de mi corazón. Durante una hora había repasado la información que deseaba transmitir. Empecé pensando en la historia de la Tierra y de la vida que alberga. Del mejor modo que pude intenté reflexionar sobre la historia de las ideas y de la organización social humana. Pensé en la situación en que se encontraba nuestra civilización y en la violencia y la pobreza que convierten este planeta en un infierno para tantos de sus habitantes. Hacia el final me permití una manifestación personal sobre lo que significaba enamorarse.
El 12 de febrero de 2010 en una entrevista publicada por la Radio Pública Nacional, Ann Druyan hace un relato más detallado.

## Imágenes
Junto con el audio, el registro contiene una colección de 116 fotografías (una de las cuales es para calibración) que muestran las diferentes formas de vida en la Tierra y la sociedad humana. Muchas imágenes llevan una o varias indicaciones de las escalas de tiempo, tamaño o la masa. Algunas de las imágenes también contienen indicaciones de composición química. Todas las medidas utilizadas en las fotos se definieron por primera vez en las primeras imágenes utilizando las referencias físicas.
La siguiente es una lista de todas las imágenes contenidas en el disco de oro de las Voyager junto con la imagen real (si los derechos de autor lo permiten), una descripción de la naturaleza de la imagen y qué anotaciones han sido incluidas en ella.
| Posición | Imagen | Descripción                                                              | Tipo                       | Anotaciones                 |
| -------- | ------ | ------------------------------------------------------------------------ | -------------------------- | --------------------------- |
| 1        |        | Círculo de calibración                                                   | Diagrama en blanco y negro |                             |
| 2        |        | Mapa con la localización del Sistema Solar                               | Diagrama en blanco y negro |                             |
| 3        |        | Definiciones matemáticas                                                 | Texto en blanco y negro    |                             |
| 4        |        | Definición de las unidades de medida                                     | Texto en blanco y negro    |                             |
| 5        |        | Parámetros del Sistema Solar                                             | Texto en blanco y negro    |                             |
| 6        |        | Parámetros del Sistema Solar                                             | Texto en blanco y negro    |                             |
| 7        |        | El Sol                                                                   | Imagen en blanco y negro   |                             |
| 8        |        | Luz solar en el espectro electromagnético                                | Imagen en color            |                             |
| 9        |        | Mercurio                                                                 | Imagen en blanco y negro   |                             |
| 10       |        | Marte                                                                    | Imagen en blanco y negro   | Tamaño                      |
| 11       |        | Júpiter                                                                  | Imagen en color            | Tamaño                      |
| 12       |        | Tierra                                                                   | Imagen en color            | Tamaño                      |
| 13       |        | Egipto, Mar Rojo, Península del Sinaí y el Nilo                          | Imagen en color            | Composición química         |
| 14       |        | Definiciones químicas                                                    | Diagrama en color          | Tamaño                      |
| 15       |        | Estructura del ADN                                                       | Diagrama en color          | Tamaño                      |
| 16       |        | Estructura del ADN ampliada                                              | Diagrama en color          | Tamaño                      |
| 17       |        | Células y división celular                                               | Imagen en blanco y negro   | Tamaño                      |
| 18       |        | Anatomía 1 (Esqueleto)                                                   | Diagrama en color          |                             |
| 19       |        | Anatomía 2 (Órganos internos)                                            | Diagrama en color          |                             |
| 20       |        | Anatomía 3 (Esqueleto y músculos)                                        | Diagrama en color          |                             |
| 21       |        | Anatomía 4 (Órganos internos)                                            | Diagrama en color          |                             |
| 22       |        | Anatomía 5 (Tórax)                                                       | Diagrama en color          |                             |
| 23       |        | Anatomía 6 (Músculos)                                                    | Diagrama en color          | Tamaño                      |
| 24       |        | Anatomía 7 (Corazón, pulmones, riñones y vasos sanguíneos)               | Diagrama en color          |                             |
| 25       |        | Anatomía 8 (Corazón, pulmones, riñones y vasos sanguíneos)               | Diagrama en color          |                             |
| 26       |        | Órganos sexuales humanos                                                 | Diagrama en blanco y negro | Tamaño                      |
| 27       |        | Diagrama de la fecundación                                               | Diagrama en blanco y negro | Tamaño, tiempo              |
| 28       |        | Fecundación                                                              | Imagen en color            |                             |
| 29       |        | Óvulo fecundado                                                          | Imagen en blanco y negro   | Tiempo                      |
| 30       |        | Diagrama de un feto                                                      | Diagrama en blanco y negro | Tamaño, tiempo              |
| 31       |        | Feto                                                                     | Imagen en color            |                             |
| 32       |        | Diagrama de un hombre y una mujer                                        | Diagrama en blanco y negro | Tamaño, tiempo              |
| 33       |        | Nacimiento                                                               | Imagen en blanco y negro   |                             |
| 34       |        | Madre amamantado                                                         | Imagen en color            |                             |
| 35       |        | Padre e hija (Malasia)                                                   | Imagen en color            |                             |
| 36       |        | Grupo de niños                                                           | Imagen en color            |                             |
| 37       |        | Diagrama de las edades de la familia                                     | Diagrama en blanco y negro | Masa, tiempo                |
| 38       |        | Retrato familiar                                                         | Imagen en blanco y negro   |                             |
| 39       |        | Diagrama de la deriva continental                                        | Diagrama en blanco y negro | Tiempo                      |
| 40       |        | Estructura de la Tierra                                                  | Diagrama en blanco y negro | Tamaño, composición química |
| 41       |        | Isla Heron (Gran Barrera de Coral - Australia)                           | Imagen en color            |                             |
| 42       |        | Costa                                                                    | Imagen en color            |                             |
| 43       |        | Río Snake y la Cordillera Teton                                          | Imagen en blanco y negro   |                             |
| 44       |        | Dunas de arena                                                           | Imagen en color            |                             |
| 45       |        | Monument Valley                                                          | Imagen en color            |                             |
| 46       |        | Bosque con hongos                                                        | Imagen en color            |                             |
| 47       |        | Hoja                                                                     | Imagen en color            | Tamaño                      |
| 48       |        | Otoño (Árbol con hojas caídas)                                           | Imagen en color            |                             |
| 49       |        | Nieve con una secuoya                                                    | Imagen en color            |                             |
| 50       |        | Árbol con flores Narciso                                                 | Imagen en color            | Tamaño                      |
| 51       |        | Insecto volando con flores                                               | Imagen en color            |                             |
| 52       |        | Diagrama de la evolución de los vertebrados                              | Diagrama en blanco y negro |                             |
| 53       |        | Conchas                                                                  | Imagen en color            |                             |
| 54       |        | Delfines                                                                 | Imagen en color            |                             |
| 55       |        | Cardumen de peces                                                        | Imagen en color            |                             |
| 56       |        | Sapo en un árbol                                                         | Imagen en color            |                             |
| 57       |        | Cocodrilo                                                                | Imagen en color            |                             |
| 58       |        | Águila                                                                   | Imagen en color            | Tamaño                      |
| 59       |        | Hoyo de agua                                                             | Imagen en color            |                             |
| 60       |        | Jane Goodall y chimpancés                                                | Imagen en color            |                             |
| 61       |        | Bosquejo de un bosquimano                                                | Diagrama en blanco y negro | Tamaño                      |
| 62       |        | Cazadores bosquimanos                                                    | Imagen en blanco y negro   |                             |
| 63       |        | Hombre de Guatemala                                                      | Imagen en color            |                             |
| 64       |        | Bailarina de Bali (Indonesia)                                            | Imagen en color            |                             |
| 65       |        | Mujeres andinas (Perú)                                                   | Imagen en color            |                             |
| 66       |        | Maestro Artesano de Tailandia                                            | Imagen en color            |                             |
| 67       |        | Elefante                                                                 | Imagen en color            |                             |
| 68       |        | Hombre mayor con barba y anteojos (Turquía)                              | Imagen en color            |                             |
| 69       |        | Hombre mayor con un perro y flores                                       | Imagen en color            |                             |
| 70       |        | Montañista                                                               | Imagen en color            |                             |
| 71       |        | Gimnasta                                                                 | Imagen en color            |                             |
| 72       |        | Velocistas (Valeriy Borzov de la URSS en la delantera)                   | Imagen en color            |                             |
| 73       |        | Salón de clases                                                          | Imagen en color            |                             |
| 74       |        | Niños con un globo terráqueo                                             | Imagen en color            |                             |
| 75       |        | Cosecha de algodón                                                       | Imagen en color            |                             |
| 76       |        | Recolector de uvas                                                       | Imagen en color            |                             |
| 77       |        | Supermercado                                                             | Imagen en color            |                             |
| 78       |        | Escena submarina entre un buzo y un pez                                  | Imagen en color            | Composición química         |
| 79       |        | Bote pesquero con redes                                                  | Imagen en color            |                             |
| 80       |        | Cocción de un pez                                                        | Imagen en color            |                             |
| 81       |        | Ceremonia china de la cena                                               | Imagen en color            |                             |
| 82       |        | Demostración de lamer, comer y beber                                     | Imagen en color            |                             |
| 83       |        | Gran Muralla China                                                       | Imagen en color            |                             |
| 84       |        | Construcción de una casa (África)                                        | Imagen en color            |                             |
| 85       |        | Escena de construcción (Amish)                                           | Imagen en color            |                             |
| 86       |        | Casa (África)                                                            | Imagen en color            |                             |
| 87       |        | Casa (Nueva Inglaterra)                                                  | Imagen en color            |                             |
| 88       |        | Casa Moderna (Cloudcroft, Nuevo México)                                  | Imagen en color            |                             |
| 89       |        | Interior de una casa con un artista y fuego                              | Imagen en color            |                             |
| 90       |        | Taj Mahal                                                                | Imagen en color            |                             |
| 91       |        | Ciudad inglesa (Oxford)                                                  | Imagen en color            |                             |
| 92       |        | Boston                                                                   | Imagen en color            |                             |
| 93       |        | Edificio de las Naciones Unidas (Día)                                    | Imagen en color            |                             |
| 94       |        | Edificio de las Naciones Unidas (Noche)                                  | Imagen en color            |                             |
| 95       |        | Casa de la Ópera de Sídney                                               | Imagen en color            | Tamaño                      |
| 96       |        | Artesano con taladro                                                     | Imagen en blanco y negro   |                             |
| 97       |        | Interior de una fábrica                                                  | Imagen en color            |                             |
| 98       |        | Museo                                                                    | Imagen en color            |                             |
| 99       |        | Radiografía de una mano                                                  | Imagen en color            |                             |
| 100      |        | Mujer con microscopio                                                    | Imagen en color            |                             |
| 101      |        | Vista de una calle, Asia (Pakistán)                                      | Imagen en color            |                             |
| 102      |        | Tráfico en hora punta, India                                             | Imagen en color            |                             |
| 103      |        | Carretera moderna (Ithaca, Nueva York)                                   | Imagen en color            |                             |
| 104      |        | Puente Golden Gate                                                       | Imagen en blanco y negro   | Tamaño                      |
| 105      |        | Tren                                                                     | Imagen en color            | Tamaño                      |
| 106      |        | Avión en vuelo                                                           | Imagen en color            |                             |
| 107      |        | Aeropuerto (Toronto)                                                     | Imagen en blanco y negro   |                             |
| 108      |        | Expedición Antártica                                                     | Imagen en color            |                             |
| 109      |        | Radio telescopio (Westerbork, Países Bajos)                              | Imagen en blanco y negro   |                             |
| 110      |        | Radio telescopio (Arecibo)                                               | Imagen en color            | Tamaño                      |
| 111      |        | Página de un libro (Newton, Philosophiæ naturalis principia mathematica) | Imagen en color            |                             |
| 112      |        | Astronauta en el espacio                                                 | Imagen en color            |                             |
| 113      |        | Lanzamiento de un Titán Centauro                                         | Imagen en color            |                             |
| 114      |        | Puesta de sol con aves                                                   | Imagen en color            |                             |
| 115      |        | Cuarteto de cuerdas (Quartetto Italiano)                                 | Imagen en color            |                             |
| 116      |        | Violín con notas musicales (Cavatina)                                    | Imagen en color            |                             |

## Véase también

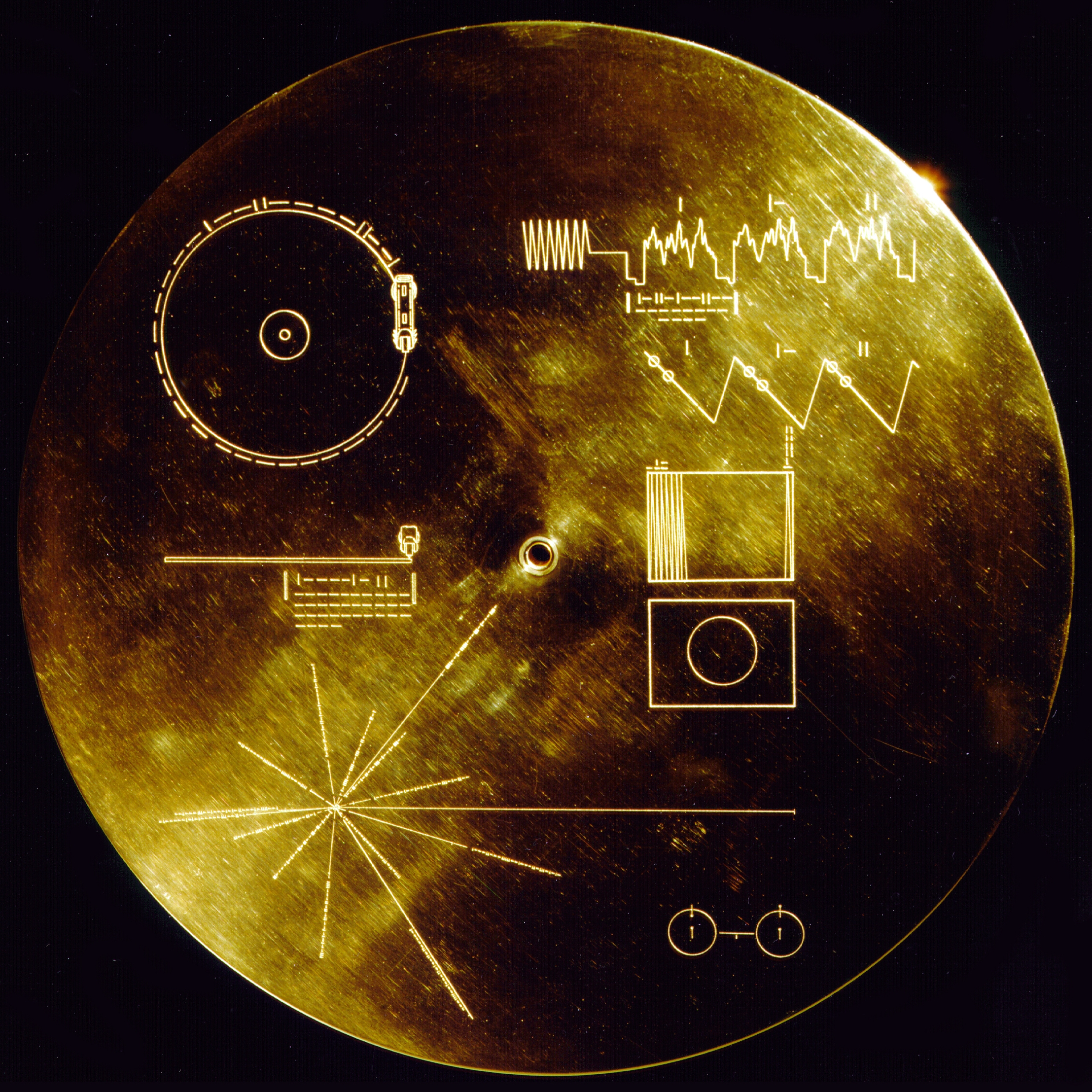
Cubierta del disco.